# SHADOWPLAY
『SHADOWPLAY』（シャドウプレイ）は、2013年4月にリリースされたAlice Nineの通算21枚目のシングルである。発売元はNAYUTAWAVE RECORDS。

## 解説
3カ月連続シングルリリース第2弾。タイトル曲はヴォーカルの将が作曲もしており、2011年の『虹の雪』以来2作目。またプロデューサーには『GEMINI』以来の岡野ハジメが担当。
BARKSでのインタビューで、タイトル曲はグッとくるドラマチック・メタルであるが、メタルであることを売りにはしたくないと語った。また作曲を担当した将は、「虹の雪」同様転調を多用した曲で、他のメンバーが作るスマートな曲とは違ってハチャメチャな感じであると語った。カップリング曲は、メンバーが影響を受けたと公言するLUNA SEAをセッションしている時に思いついた曲で、重厚感やゴシック感を入れた切ないダークチューンである。

## 収録曲

### CD
1. SHADOWPLAY [4:43]
  - 作詞・作曲:SHOU／編曲:Alice Nine, Hajime Okano
2. Scarlet [4:48]
  - 作詞:SHOU／作曲:SAGA／編曲:Alice Nine
3. SHADOWPLAY (Inst.) [4:42]

### DVD
1. SHADOWPLAY MUSIC VIDEO / MAKING
2. 朱い風車 (Alice Nine Live 2012 Court of "9" #4 Grand Finale COUNTDOWN LIVE 12.31)
3. すべてへ (Alice Nine Live 2012 Court of "9" #4 Grand Finale COUNTDOWN LIVE 12.31)

## 品番
- 初回限定盤：UPCH-89143
- 通常盤：UPCH-80313